# Männer ohne Tränen
Männer ohne Tränen (Originaltitel: La voce del silenzio) ist ein 1952 gedrehtes, italienisch-französisches Filmdrama von G. W. Pabst. Die Hauptrollen spielen Aldo Fabrizi und Jean Marais.

## Handlung
Italien, zu Beginn der 1950er Jahre. Vier Männer – der Kerzenfabrikant Pio Fabiani, der Politiker Andrea Senna, der einst im antifaschistischen Widerstand tätig war, der Schriftsteller Mario Rossi und der Soldat Francesco Ferro, einst ein Häftling – sind auf der Suche nach dem Sinn ihres Lebens. Dieses Leben sehen sie aus unterschiedlichen Gründen teils als fehlgeleitet, teils als sinnentleert oder auch einfach nur als unerfüllt an und stellen es in diesem Moment in Frage. Die Vier beschließen daher, eine Auszeit von ihrem Alltag zu nehmen, und kehren in einen Konvent ein, der sich im Vatikanstaat befindet. In der Stille des Klosters wollen die sehr unterschiedlichen Männer ihre Leben neu ordnen. Der angehende Priester Fernando wird ihnen zur Seite gestellt und soll ihnen dabei eine religiöse wie moralische Unterstützung geben. Doch ist er dazu überhaupt imstande, und ist er nicht vielmehr einer von ihnen, die hierher gekommen sind, um Antworten auf ihre dringlichsten Fragen zu finden?
Eines eint diese Männer, deren Vergangenheit und Gegenwart auf den ersten Blick doch sehr unterschiedlich erscheint: Jeder von ihnen trägt eine Last mit einem (oder mehreren) als gravierend empfundenen Problem mit sich herum. Sie stellen sich und ihr bisheriges Leben in Frage, sie sind alle an einer Wegkreuzung angekommen und möchten herausfinden, welche Richtung sie zukünftig einschlagen sollen. Dabei spielt bei einigen von ihnen vor allem der gerade sieben Jahre zurückliegende Zweite Weltkrieg eine entscheidende Bedeutung: Da ist der Kriegsgefangene, der eines Tages nach Haus zurückkehrt und feststellen muss, dass man ihn für tot erklärt hat und seine Frau erneut (und zu allem Überfluss auch noch glücklich) verheiratet ist; da gibt es den einstigen Partisanen, der nicht darüber hinwegkommt, dass er im Krieg den Tod dreier Menschen zu verantworten hat; da ist ein Kerzenhändler, der sich in seinem Beruf als überaus egozentrisch erweist, und da gibt es einen Schriftsteller, dessen Werke, so befinden dessen Kritiker, viel Unheil in den Köpfen seiner Leser hinterlassen.
Der junge Priester Fernando, quasi der fünfte Mann, der sich zu ihnen gesellt, ist gleichfalls nicht gerade problemfrei. In seinem Glauben zwar gefestigt, beginnt er sich selbst Fragen zu seiner Berufung zu stellen, so auch, ob er diesen an ihn in Zukunft gestellten Anforderungen gewachsen sein wird. Es beginnen für alle Tage der Selbstfindung und der inneren Einkehr, die jeder der fünf Männer auf unterschiedliche, auf sehr persönliche Weise zu bewältigen hat. Die zuletzt recht emotionsarmen (laut deutschem Filmtitel) „Männer ohne Tränen“ hören nunmehr auf die Stimme des Schweigens (so der italienische Originaltitel), auf ihre für andere unhörbare, „innere Stimme“, die ihnen Kraft für neue Entscheidungen und Neuausrichtungen im Leben geben wird. Am Ende ihres Aufenthalts gehen alle gestärkt aus den Tagen der Ruhe im Kloster hervor und kehren, teils religiös, teils emotional gefestigt und geläutert, in das alte Leben zurück, das sie (mit neuen Erkenntnissen gefüttert) fortsetzen.

## Produktionsnotizen
Männer ohne Tränen, auch unter dem Titel Aus der Bahn geworfen geführt und nach einer Idee von Cesare Zavattini geschrieben, wurde 1952 in Cinecittà gedreht, passierte Ende Januar 1953 die italienische Filmzensur und wurde im April 1953 in beiden coproduzierenden Ländern Italien und Frankreich erstmals gezeigt. In Deutschland kam Pabsts erste italienische Inszenierung erst am 26. Dezember 1958 in die Kinos.
Der damals 13-jährige Terence Hill spielte hier unter seinem eigentlichen Namen Mario Girotti eine seiner ersten Filmrollen.

## Kritik
„In der Realisierung wenig überzeugendes Drama, das die religiöse Wirklichkeit weithin verfehlt, nicht zuletzt wegen der fehlerhaften Synchronisation.“